# Han Kwang-song
Han Kwang-song (en coréen : 한광성), né le 11 septembre 1998 à Pyongyang en Corée du Nord, est un footballeur international nord-coréen, qui évolue au poste d'attaquant au April 25 SC.

## Biographie

### Carrière en club
Han commence le football en Corée du Nord au Chobyong SC. Lors de la saison 2013-2014, il rejoint le Centro Europeo de Tecnofútbol de Barcelone. Puis, la saison suivante il retourne en Corée du Nord au Chobyong.
Au début de l'année 2017, il se rend en Italie pour s'entraîner dans une école de football de Pérouse. Puis, le 24 février, il rejoint Cagliari. En mars, il participe au Tournoi de Viareggio, où il inscrit son premier but durant le tournoi. Puis, le 10 mars, il signe son premier contrat professionnel avec Cagliari.
Le 2 avril 2017, il fait ses débuts en Serie A, lors de la victoire 3-1 contre Palerme. Sept jours plus tard, il inscrit son premier but en Serie A, lors d'une défaite 3-2 contre Torino. En l'espace d'une semaine, il devient le premier joueur de football nord-coréen à jouer, puis marquer dans l'histoire de la Serie A. Le 13 avril, il signe une prolongation de son contrat avec Cagliari jusqu'en 2022.
Le 7 août 2017, il est prêté à l'AC Pérouse Calcio en Serie B. Le 13 août, il fait ses débuts avec Pérouse, lors d'une victoire 4-0 en coupe d'Italie contre Bénévent. Le 26 août, il fait ses débuts en Serie B, où il inscrit son premier triplé contre le Virtus Entella, lors d'une victoire 5-1.

### Carrière internationale
Avec les moins de 17 ans, il participe à la Coupe du monde des moins de 17 ans 2015 organisée au Chili. Lors du mondial junior, il joue quatre matchs. La Corée du Nord est éliminée en huitièmes de finale par le Mali.
Il est convoqué pour la première fois en équipe de Corée du Nord par le sélectionneur national Jørn Andersen, pour un match amical contre le Qatar le 6 juin 2017. La rencontre se solde par un match nul de 2-2.

## Statistiques
| Saison                | Club                  | Championnat           | Championnat | Championnat | Coupe(s) nationale(s) | Coupe(s) nationale(s) | Corée du Nord | Corée du Nord | Total | Total |
| Saison                | Club                  | Division              | M.          | B.          | M.                    | B.                    | M.            | B.            | M.    | B.    |
| 2016-2017             | Cagliari Calcio       | Serie A               | 5           | 1           | -                     | -                     | 2             | 0             | 7     | 1     |
| 2017-2018             | AC Pérouse (prêt)     | Serie B               | 15          | 7           | 2                     | 0                     | -             | -             | 17    | 7     |
| Total sur la carrière | Total sur la carrière | Total sur la carrière | 20          | 8           | 2                     | 0                     | 2             | 0             | 24    | 8     |